# Ли-хоу (царство Цзинь, эпоха Чуньцю)
Цзиньский Ли-хоу (晋厉侯) — пятый правитель царства Цзинь в эпоху Чуньцю по имени Цзи Фу (姬福). Занял трон после своего отца Чэн-хоу. После смерти Ли-хоу престол унаследовал его сын Цзин-хоу.
Как пишет Сыма Цянь, начиная с Ли-хоу уже можно посчитать годы правления правителей Цзинь. Известно, что в семнадцатый год его правления (842 год до н. э.) чжоуский Ли-ван бежал в результате народных волнений. Для предшествующих поколений правителей Цзинь годы их пребывания у власти отсутствуют.
В 1992 году в китайской провинции Шаньси при раскопках захоронений времён Западного Чжоу была обнаружена могила Ли-хоу.